# Robert A. Lewis
Pour les articles homonymes, voir Lewis.
Robert Alvin Lewis, né le 18 octobre 1917 à Brooklyn et mort le 18 juin 1983 à Newport News, est un militaire américain.
Membre des forces aériennes de l'armée des États-Unis pendant la Seconde Guerre mondiale, il a servi de copilote sur l'Enola Gay, le bombardier qui a réalisé le bombardement atomique d'Hiroshima au Japon, le 6 août 1945.